# Броњон (Златна обала)
Броњон (фр. Brognon) насеље је и општина у источном делу централне Француске у региону Бургоња, у департману Златна обала која припада префектури Дижон.
По подацима из 2011. године у општини је живело 266 становника, а густина насељености је износила 42,63 становника/km². Општина се простире на површини од 6,24 km². Налази се на средњој надморској висини од 240 метара (максималној 264 m, а минималној 228 m).

## Демографија
| 1962. | 1968. | 1975. | 1982. | 1990. | 1999. | 2011. |
| ----- | ----- | ----- | ----- | ----- | ----- | ----- |
| 55    | 89    | 110   | 150   | 221   | 215   | 266   |

График промене броја становника у току последњих година